# Fernandocrambus dolicaon
Fernandocrambus dolicaon là một loài bướm đêm trong họ Crambidae.